# Solvolyse
Solvolyse bezeichnet in der Chemie die Reaktion mit einem Lösungsmittel, wobei es zum Bruch der chemischen Bindung kommt. Die Lösemittelspezies tritt stets als Nukleophil auf. Der Mechanismus entspricht einer Nukleophilen Substitution oder Eliminierungsreaktion. Die Benennung erfolgt nach dem verwendeten Solvens:
- Alkoholyse
- Ammonolyse
- Hydrolyse